# SportWeek
SportWeek (abbreviato in SW) è un settimanale italiano a tema sportivo, allegato alla Gazzetta dello Sport con l'uscita del sabato.

## Storia e contenuti
Il primo numero, curato da Franco Bonera, fu pubblicato il 12 febbraio 2000 per sostituire La Gazzetta dello Sport Magazine (GM) – lanciato il 28 ottobre 1995 – quale supplemento del sabato al quotidiano, per volontà dell'allora direttore della Gazzetta dello Sport, Candido Cannavò: ad apparire in copertina fu il calciatore brasiliano Ronaldo. Dal marzo 2012 la rivista è liberamente acquistabile anche nel resto della settimana, senza abbinamento esclusivo col quotidiano.
Incentrata in prevalenza sul mondo sportivo, SportWeek – che nel corso degli anni ha subìto varie innovazioni grafiche e stilistiche – presenta rubriche anche su temi culturali e mediatici, nonché aspetti mondani e medici.

## Altre iniziative
Dal 2 dicembre 2012 al 6 gennaio 2013 SportWeek collabora con DMAX alla realizzazione di Campioni Sempre, documentario curato da Matteo Dore (direttore della rivista) e consistente in monografie su vari atleti: Usain Bolt, Muhammad Ali, Mike Tyson, Serena e Venus Williams, Ian Thorpe.

## Loghi

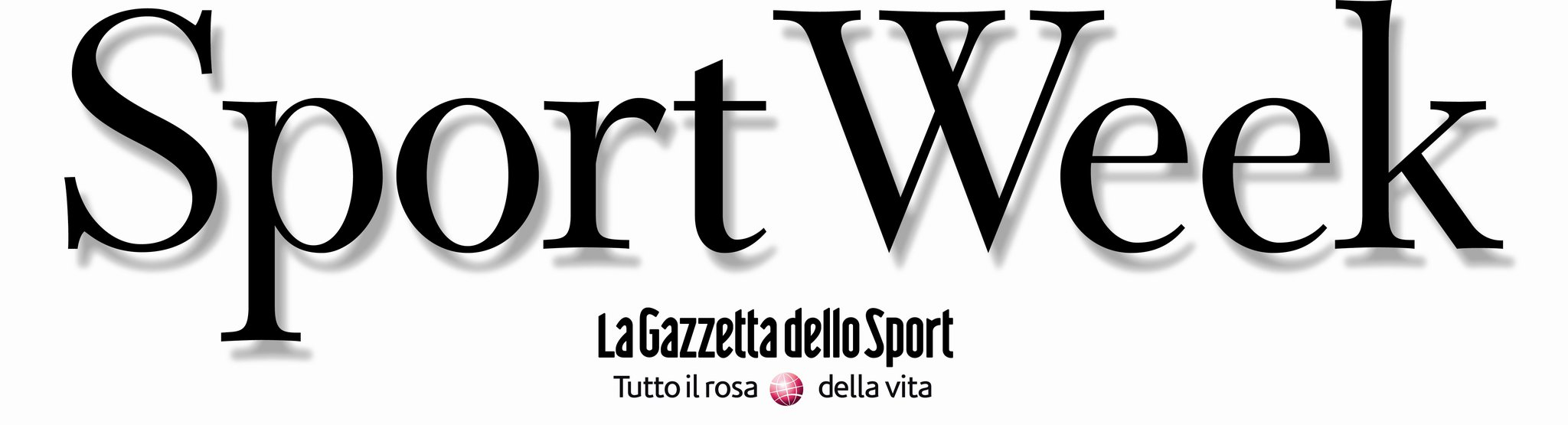
Logo usato dal 2009 al 2012
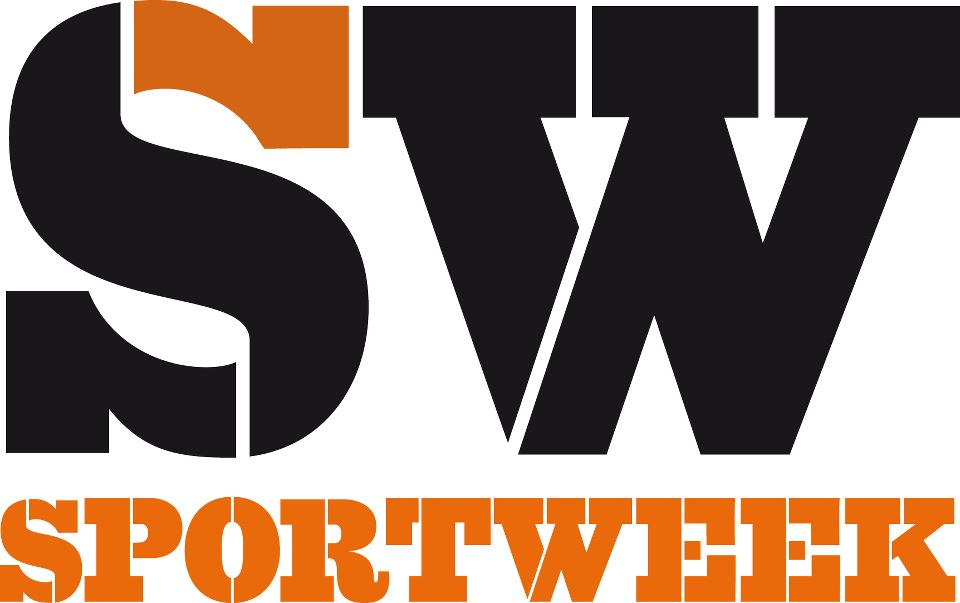
Logo usato dal 2012 al 2017
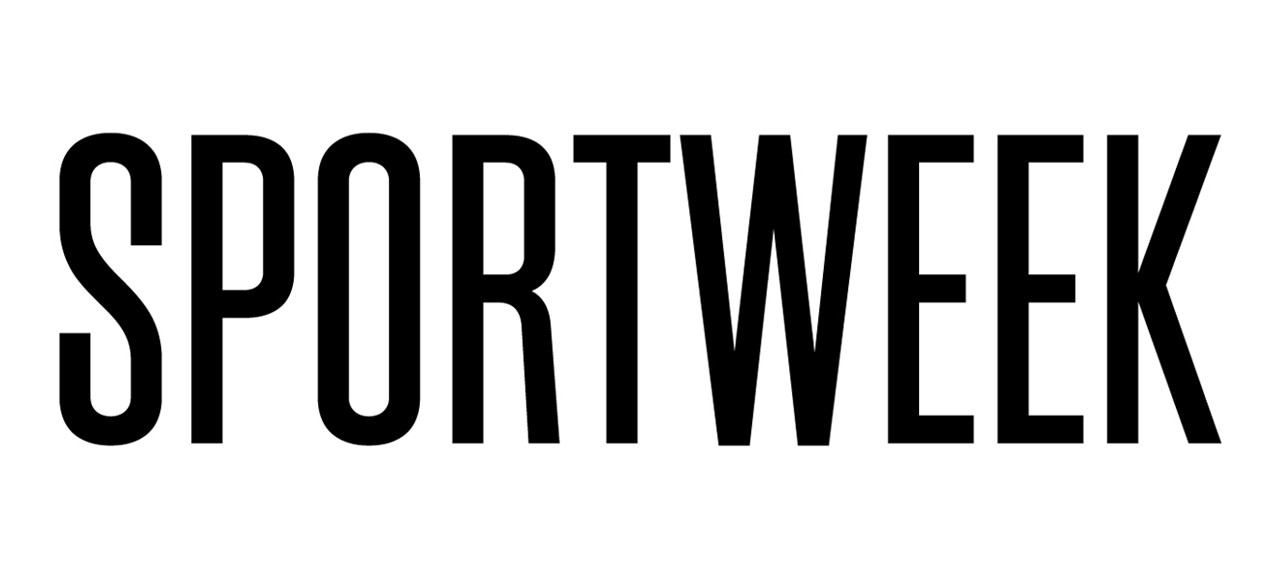
Logo usato dal 2017 al 2019
Logo in uso dal 2019 al 2024